# NGC 5920
NGC 5920 est une très vaste et lointaine galaxie lenticulaire située dans la constellation du Serpent. Sa vitesse par rapport au fond diffus cosmologique est de 13 412 ± 12 km/s, ce qui correspond à une distance de Hubble de 198 ± 14 Mpc (∼646 millions d'al). NGC 5920 a été découverte par l'astronome américain Lewis Swift en 1887.
NGC 5920 est une radiogalaxie à raie étroite d'émission (narrow-line radio galaxy (NLRG)). Selon la base de données Simbad, NGC 5920 est une galaxie LINER, c'est-à-dire une galaxie dont le noyau présente un spectre d'émission caractérisé par de larges raies d'atomes faiblement ionisés.
À ce jour, une mesure non basée sur le décalage vers le rouge (redshift) donne une distance d'environ 218,000 Mpc (∼711 millions d'al). Cette valeur est à l'extérieur des valeurs de la distance de Hubble, mais compatible avec celles-ci. Notons cependant que c'est avec la valeur moyenne des mesures indépendantes, lorsqu'elles existent, que la base de données NASA/IPAC calcule le diamètre d'une galaxie et qu'en conséquence le diamètre de NGC 5920 pourrait être d'environ 83,3 kpc (∼272 000 al) si on utilisait la distance de Hubble pour le calculer.